# 晏圉
晏圉（？—？），中国春秋时期齐国政治人物，晏婴的儿子。

## 生平
前490年，齊景公臨終吩咐高張、國夏，輔佐小兒子公子荼為國君。景公死後，晏圉和高張、國夏一起拥戴公子荼為國君，是為晏孺子。田乞與鮑牧想立景公另一子公子陽生為國君。前489年六月廿三日，田乞與鮑牧率兵進宮作亂，攻打高、國兩家。高張、國夏和孺子的軍隊很快被打敗，田乞追擊國夏，國夏逃亡到莒國。高张、晏圉、弦施逃到鲁国，田乞等擁立公子陽生為君，是為齊悼公，齐国的晏氏灭亡。